# Eremorhax mumai
Espèce
Eremorhax mumai est une espèce de solifuges de la famille des Eremobatidae.

## Distribution
Cette espèce est endémique des États-Unis. Elle se rencontre au Colorado et au Nouveau-Mexique.

## Description
Eremorhax mumai mesure de 17 à 20 mm.

## Étymologie
Cette espèce est nommée en l'honneur de Martin Hammond Muma.

## Publication originale
- Brookhart, 1972 : Solpugida (Arachnida) in Colorado. The Southwestern Naturalist, vol. 17, no 1, p. 30-41.